# Carolin Worbs
Carolin „Caro“ Worbs (* 14. Januar 1994 in Köln) ist eine deutsche Drehbuchautorin und Podcast-Moderatorin. Sie schreibt, spricht und spielt für das ZDF Magazin Royale.

## Leben
Ihr Abitur erlangte Worbs 2013 am Freiherr-vom-Stein-Schule Gymnasium Rösrath. Im Anschluss begann sie ihr Studium der Lateinamerikastudien, Altamerikanistik und Humangeographie an der Universität Bonn, bei dem sie unter anderem die Andensprache Quechua lernte. Nach eigener Aussage schloss sie alle Module außer der Bachelorarbeit ab. Zeitweise arbeitete sie in der Konservierungsabteilung eines archäologischen Museums in der Atacama-Wüste in Chile, wo sie unter anderem Kleidung von Mumien konservierte. Außerdem war sie Stipendiatin der Studienstiftung des deutschen Volkes. Sie lebt in Köln.

## Beruflicher Werdegang
Erste Berührungspunkte mit der Medienbranche hatte Worbs durch einen Auftritt mit ihrem Chor beim Neo Magazin Royale im September 2017. Der Chor begleitete Jan Böhmermann musikalisch bei dem Lied Señorita in Folge 88 (Frauke und die Babymilchbande). Danach absolvierte sie ein Redaktionspraktikum bei der bildundtonfabrik und ein Praktikum bei NDR 1 Radio MV.
Seit 2019 arbeitet sie als freie Autorin für das Neo Magazin Royale bzw. bei der Nachfolgesendung ZDF Magazin Royale. Die erste Folge, bei der sie als Autorin mitwirkte, war in Folge 136 (Gänsehaut im Hühnerbus). Seitdem ist sie fester Bestandteil des Autorenteams, war beispielsweise am Drehbuch für Böhmi brutzelt beteiligt und war Ideengeberin sowie Hauptautorin der Musical-Episode Der Eierwurf von Halle. Seit November 2020 ist sie regelmäßig vor der Kamera zu sehen. Ihr erster Auftritt im ZDF Magazin Royale war in Folge 4 als Jana aus Kassel. Bei ihren Einspielern heißen ihre Charaktere Carolina Worbsen, Caro Worbsbach, Carolin Wort und Maischbritt di Leronzo.
Beim Animationsfilm Das Grundgesetz der Tiere (2024), eine Sondersendung des ZDF Magazin Royals, war sie Drehbuchautorin und Synchronsprecherin der Antilope Ruth.

## Podcast
Seit August 2022 moderiert sie zusammen mit Miguel Robitzky den NDR-Comedy-Podcast too many tabs. In den wöchentlichen Episoden tauschen sie sich gegenseitig über ihre „Rabbit Holes“ aus, über ihre Recherchen zu verschiedenen Themen. Der Podcast-Name bezieht sich auf das Schließen der Browser-Tabs nach einer Recherche. Die Themen reichen vom Bär Wojtek, über den Rechtsstreit zwischen der Paulaner- und der Riegele-Brauerei um die Namensrechte am Spezi bis hin zur Judasziege. Gelegentlich laden sie Gäste wie El Hotzo, Sveamaus oder Tarkan Bagci ein, die ihrerseits von Themen erzählen, mit denen sie sich länger beschäftigt haben.
Too many tabs wurde beim Deutschen Podcast Preis 2023 für die Kategorie Newcomer nominiert.